# Sphaerodactylus caicosensis
Espèce
Sphaerodactylus caicosensis est une espèce de geckos de la famille des Sphaerodactylidae.

## Répartition
Cette espèce se rencontre :
- sur l'île de Long Cay aux Bahamas ;
- sur l'île de South Caicos aux îles Turques-et-Caïques.

## Description
C'est un gecko assez petit, nocturne et terrestre, avec un corps fin et élancé, et un museau en triangle, plutôt pointu. Les écailles sont nettement visibles, surtout sur le corps.

Il est de couleur plutôt brun-beige, avec de petits points sombres.

## Publication originale
- Cochran, 1934 : Herpetological collections from the West Indies made by Dr Paul Bartsch under The Walter Rathbone Bacon Scholarship, 1928-1930. Smithsonian Miscellaneous Collections, vol. 92, n. 7, p. 1-48 (texte intégral).